# 고반대
고반대(考槃臺)는 대한민국 충청북도 영동군 상촌면에 있는 건축물이다. 1996년 4월 15일 영동군의 향토유적 제2호로 지정되었다.

## 개요
조선 중종 때의 인물인 삼괴당 남지언(南知言) 선생이 을사사화때 은거하며, 즐기던 곳으로 이곳에 그의 유허비가 있어 대각을 건립하여 고반대라 하고 깊이 생각한다는 뜻으로 영사각이라 했다. 앞에는 천연 우물이 있어 가뭄에도 마르지 않고 장마에도 넘치지 않아 봉황정(鳳凰井)이라 부르고 있다. 정면 2칸, 측면 2칸의 둥근기둥 목조기와 팔작집으로 16.5m2이다